# Wideotorakoskopia
Wideotorakoskopia (ang. video-assisted thoracic surgery, VATS) – technika operacyjna lub inwazyjna technika diagnostyczna, polegająca na wprowadzeniu do jamy opłucnowej endoskopu umożliwiającego obejrzenie wnętrza klatki piersiowej, zaopatrzonego w źródło światła i podłączonego do kamery wideo przekazującej obraz na monitor ekranowy, wprowadzanego przez ścianę klatki piersiowej przy użyciu trokara, wraz z ewentualnym zabiegiem operacyjnym lub biopsją.  
Zabieg jest wykonywany w diagnostyce i leczeniu chirurgicznym zmian w opłucnej (płyn w jamie opłucnej, krwiak lub ropniak opłucnej, przerzuty do opłucnej, odma opłucnowa), zmian grasicy, obwodowych zmian płuc (nowotworowych, gruźliczych i innych), leczeniu chirurgicznym wola zamostkowego, a także diagnostyce chorób śródmiąższowych płuc oraz powiększonych węzłów chłonnych dostępnych poprzez tę technikę.
Przeciwwskazaniem jest niewydolność oddechowa lub niewydolność krążenia oraz zaburzenia krzepnięcia krwi.
W trakcie zsbiegu może dojść do powikłań, takich jak krwawienie, przeciek powietrza, niecałkowite rozprężenie się płuca czy chłonkotok.